# Berlin–Angermünde–Berlin 1952

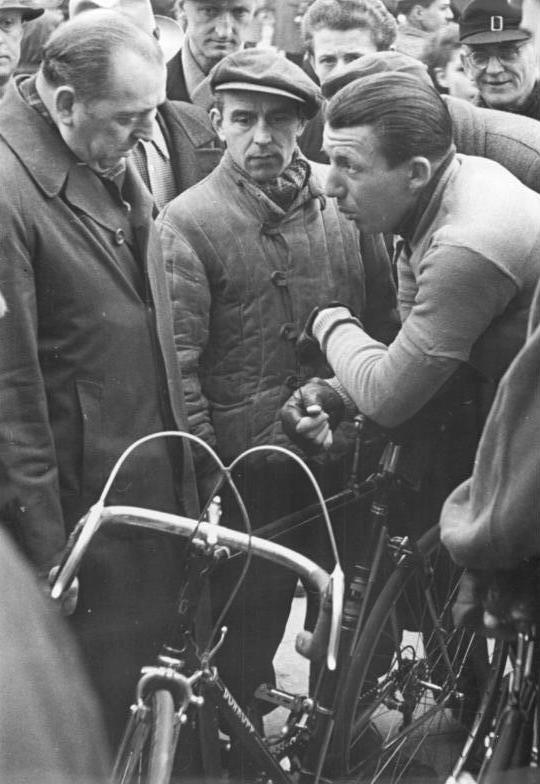
Horst Gaede am Start des Rennens

Berlin–Angermünde–Berlin 1952 war die 4. Austragung des Eintagesrennens Berlin–Angermünde–Berlin. Es fand am 6. April über 152 Kilometer statt. Sieger wurde Rudi Kirchhoff.

## Rennverlauf
Veranstalter des Rennens war die BSG Post Berlin. Es war das erste Nominierungsrennen für die Internationale Friedensfahrt 1952. Alle Nationalfahrer waren am Start. Der spätere Sieger war auch der aktivste Fahrer im Rennverlauf. Er initiierte die entscheidende Spitzengruppe. Bernhard Trefflich und Lothar Meister I hatten im Verlauf des Rennens den Anschluss an die Spitze verpasst und kamen mit großem Rückstand ins Ziel.
Im Finale gewann Kirchhoff den Endspurt in der Dimitroffstraße in Berlin-Prenzlauer Berg knapp vor Erich Schulz. Den Pokal für die beste Mannschaft gewann die BSG Post Berlin.

## Ergebnisse
|     | Fahrer             | Verein                     | Zeit (h)       |
| --- | ------------------ | -------------------------- | -------------- |
| 01. | Rudi Kirchhoff     | BSG Motor Friedrichshain   | 3:55:16 h      |
| 02. | Erich Schulz       | BSG Post Berlin            | gl. Zeit       |
| 03. | Gustav Adolf Schur | BSG Aufbau Börde Magdeburg | + 0:39 Minuten |
| 0 … |                    |                            |                |